# 科西嘉 (南达科他州)
科西嘉（英語：Corsica），是美国南达科他州下属的一座城市。根据2010年美国人口普查，该市有人口585人。论人口在本州排行第108。